# Zwarte Toren (Braşov)

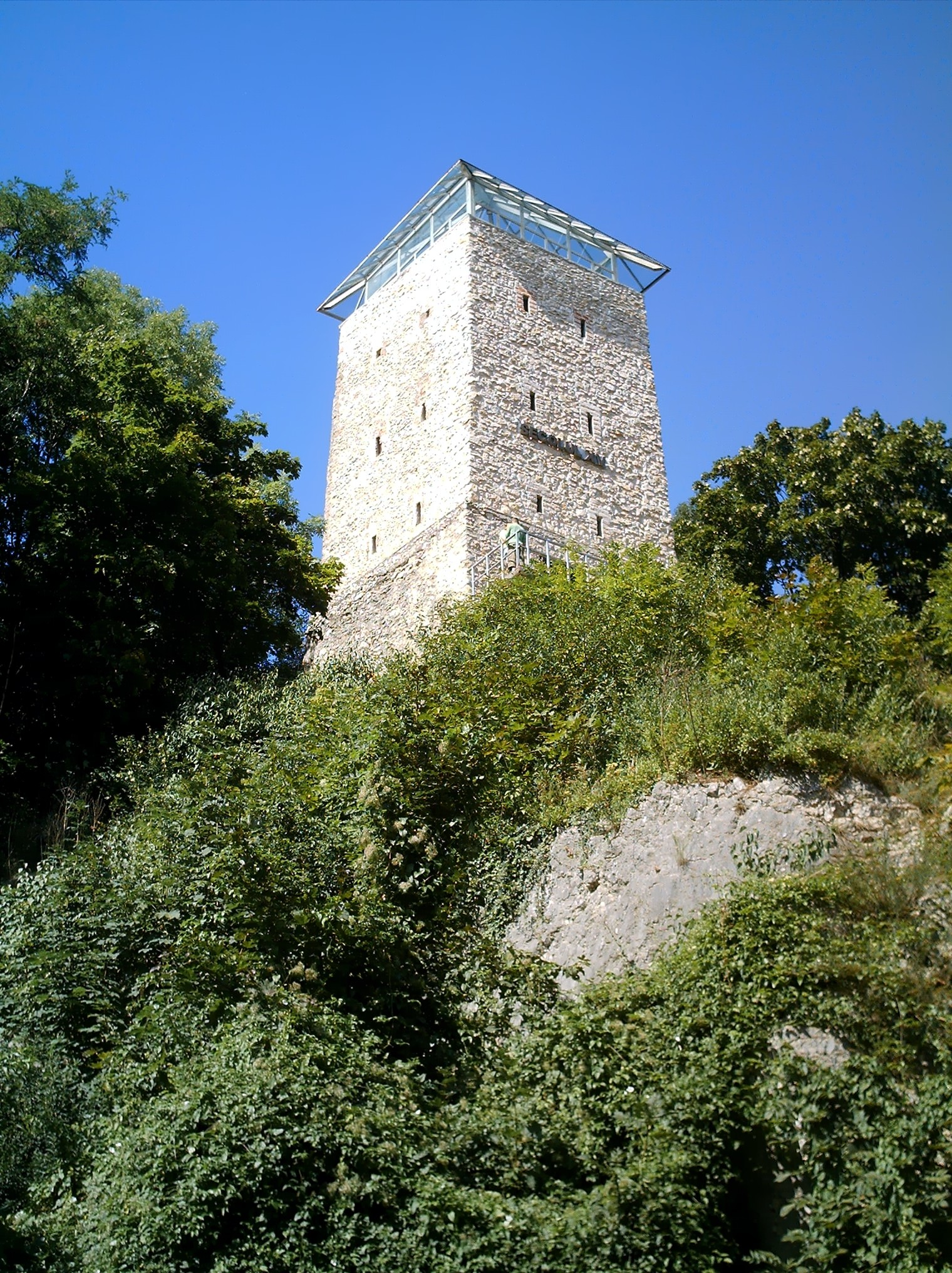
Een weergave van de huidige toren, die tegenwoordig een glazen dak bezit.

De Zwarte Toren is een van de vier uitkijktorens van de citadel van Brașov, daterende uit de vijftiende eeuw. Haar rol was om vijandelijke soldaten buiten de stadsmuren te houden. Door de gunstige ligging van de toren, boven op de berg waar de soldaten nauwelijks op konden klimmen, was de toren erg effectief.
De toren heeft een oppervlakte van 50 vierkante meter. Ze is 11 meter hoog en haar muren zijn 2 meter dik.